# Vladimir Bošnjak
Vladimir Bošnjak (Zimony, 1962. március 20. –) vajdasági horvát író, újságíró, szerémségi horvát népdalénekes és karnagy.

## Élete
Tanulmányait Belgrádban végezte a közlekedési fakultáson, de diplomához nem jutott. Saját bevallása szerint, vajdasági horvátként, származása miatt diszkriminációt szenvedett már egyetemista korában. A szerb nacionalizmus erősödésével, még a délszláv háborúk kitörése előtt, elbocsátották munkahelyéről is.

## Munkássága
Közéleti tevékenységét egy rockegyüttes alapításával kezdte, amelynek 1976 és 1981 között állt az élén. Később, egészen 1989-ig, egy horvát népi együttes, tamburazenekar vezetője volt a szerémségi Szalánkeménen.
A vajdasági horvátok lapjának, a Hrvatska Riječ tudósítója megalakulása óta. Jelentek meg cikkei a Glas Koncila, a Večernji List és a Glas Ravnice című horvát lapokban is. Írásaiban megemlékezett a horvátok szisztematikus elűzéséről Szerémségből az 1990-es években, amikor helyükre szerb menekülteket telepítettek.
A délszláv háborúk után a még Szerémségben megmaradt horvátok nemzeti tudatának megőrzésén tevékenykedik tovább.
A Vajdasági Horvát Nemzeti Tanács tagja.

## Művei
- E, moj baćo! (2004)
- Svršetak vražjeg stoljeća (2006)